# Schattenspiel (Lacrimosa-Album)
Schattenspiel ist ein Kompilationsalbum der Band Lacrimosa. Es wurde am 7. Mai 2010 anlässlich des 20-jährigen Bestehens der Band veröffentlicht und versammelt auf zwei CDs altes und bisher noch nicht veröffentlichtes Material der Band.

## Konzept
Lacrimosa wurde 1990 von Tilo Wolff als Soloprojekt gegründet und wandelte sich in dieser Zeit von einem Vertreter der Neuen deutschen Todeskunst über den Symphonic Metal hin zu einer Symphonic-Rock-Band. Um das zwanzigjährige Jubiläum zu begehen, entschied sich Tilo Wolff gegen ein Best-of-Album, da er seinen Fans lieber etwas exklusives liefern wollte. So sammelte er unveröffentlichtes Material aus den 20 Jahren Bandgeschichte. Wolff legt Wert darauf zu erwähnen, dass es sich um Stücke handelt, die „zu 100 Prozent Lacrimosa sind, aber niemals das richtige Medium gefunden hatten, veröffentlicht zu werden“. Die Lieder befinden sich in chronologischer Reihenfolge auf dem Album und werden im 32-seitigen Booklet ausführlich kommentiert.
Der Name des Albums hat mehrere Komponenten. So bezieht er sich zum einen auf den Titel „Shadowplay“ der Band Joy Division, welche einen großen Einfluss auf Lacrimosas künstlerisches Schaffen hatte. Zum anderen bezieht es sich auf die Songs selbst, die quasi im Schatten des Lacrimosa-Repertoires gestanden haben, da sie im Gegensatz zu den anderen Liedern nicht veröffentlicht wurden. Eine dritte Assoziation ergibt sich aus der Lacrimosa-Geschichte, die immer eine Theaterkomponente beinhaltete.
Die Lieder stammen aus der gesamten Bandgeschichte, lediglich die Jahre 1995 bis 2002 werden ausgeklammert, da die zu dieser Zeit geschriebenen Lieder ein Konzept bildeten und sämtlich veröffentlicht wurden.

## Titelliste
Alle Lieder wurden von Tilo Wolff geschrieben, in den Klammern hinter dem Songtitel wird das Entstehungsjahr aufgelistet.

### CD 1
1. Seele in Not (Urversion) (1990) – 5:54
2. Requiem (Urversion) (1990) – 6:54
3. Seelenübertritt (1990) – 4:33
4. Schuld und Sühne (1990) – 4:21
5. Dreht euch (1992) – 2:14
6. Dem Ende entgegen (1993) – 4:53
7. Schakal (Urversion) (1994) – 9:15
8. Vermächtnis der Sonne (Urversion) (1994) – 4:44
9. Copycat (Extended Version) (1996) – 6:37

### CD 2
1. Ein Hauch von Menschlichkeit (Late Night Remix) (2002) – 3:56
2. Morgen (2003) – 5:24
3. Schönheit straft jedes Gefühl (2003) – 8:07
4. Ein Fest für die Verlorenen (2004) – 8:24
5. Mantiquor (2005) – 6:33
6. Der Verlust (2006) – 4:34
7. Déjà vu (2007) – 5:56
8. Sellador (2010) – 5:24
9. Ohne dich ist alles nichts (2010) – 6:04

## Songinfos
Das Album beginnt mit den beiden Liedern Seele in Not und Requiem, die bisher nur auf dem auf 100 Stück limitierten Demotape Clamor zu finden waren.
Schuld und Sühne war das vierte Lied, das Wolff für Lacrimosa schrieb. Im Gegensatz zum restlichen Output der Band eine härtere EBM-Nummer, die sich textlich an den gleichnamigen Roman von Fjodor Michailowitsch Dostojewski anlehnt. Dreht euch ist instrumental.
Die Extended Version von Copycat, die mit einem Orchester eingespielt wurde, war ursprünglich als Single gedacht, verschwand jedoch in den Archiven. Erst beim Entstehungsprozess des Albums erinnerte sich Wolff an die Version, die erst in letzter Minute auf das Album genommen wurde. So wurde der Titel als 18. Nummer auf das Album genommen, was gegen den Protest der Vertriebspartner geschah. Diese hatten bereits das Album mit 17. Titeln angekündigt und mussten ihre Promokampagne umstellen.
Mantiquor landete nicht auf dem Album Lichtgestalt, da es nach Ansicht von Wolff zu schlecht war. Erst bei der Zusammenstellung des Kompilationsalbums erkannte er die Qualitäten des Stücks.
Sellador und Ohne dich ist alles nichts wurden exklusiv für das Album geschrieben. Sellador ist ein Phantasiename, der vom englischen Wort „cellar door“ für „Kellertür“ abgeleitet wurde. Das Lied enthält wesentlich mehr elektronische Elemente als es bei Lacrimosa üblich ist, weil Wolff damit eine Brücke zu den Anfangstagen schlagen wollte.
Die US-amerikanische Version wurde von Scarecrow records veröffentlicht und enthält zusätzlich einen „Club Mix“ von Sellador.